# Gheorghe din Trebizonda
Gheorghe din Trebizonda  sau Gheorghe din Trapezunt sau George din Trapezunt, în greacă: Γεώργιος Τραπεζούντιος / Géôrgios Trapézoundios, iar în latină:  Georgius Trapezuntius (n. Candia, azi Heraklion, Creta în 1396 -  m. Roma în 1472), filosof grec, secretar pontifical,  a fost unul din principalii umaniști ai Renașterii italiene. Comentator critic al lui Aristotel, el a fost și unul din primii traducători ai Almagestei lui Ptolemeu.

## Biografie
Gheorghe din Trebizaonda s-a născut la Candia, azi Heraklion, în insula Creta. Numele de familie Trapézoundios (în latină: Trapezuntius) arată că familia sa era originară din Trapezunt, cetate în Asia Mică, pe coasta sudică a Mării Negre. Familia sa a emigrat în Creta la sfârșitul secolului al XIII-lea sau la începutul secolului al XIV-lea din Imperiul din Trapezunt. În epoca nașterii sale, Creta era deja de două secole sub dominația Republicii Venețiene. Această integrare a insulei în sistemul comercial venețian a asigurat autohtonilor o oarecare prosperitate economică și a  favorizat apariția unei adevărate burghezii grecești (E drept, doar urbană!), ale cărei exigențe în materie de educație stimulau reușita socio-economică. Învățarea latinei era deja destul de bine asigurată pentru a permite, în anii 1340-1350, formarea inițială a unor literați de prestigiu cum au fost Petru Philarges, viitor antipapă de la Pisa Alexandru al V-lea (1409-1410), în timp ce menținerea unei culturi greco-ortodoxe de tradiție bizantină producea teologi talentați, precum au fost călugării Iosif Philarges și Nil Damilas.
La începutul anilor 1410, provenit dintr-o familie care ocupa o poziție mijlocie în ierarhia socială a Candiei, capitala Cretei, tânărul Gheorghe a beneficiat de această ambianță favorabilă. Tatăl său, papas Constantin Trapezoundios, l-a trimis de foarte tânăr în cercul literar prestigios condus de superiorul său ierarhic, protopopul de Candia Ioan Simeonakis, care grupase în jurul lui știutori de carte interesați atât de inovațiile scolasticii occidentale cât și de cultura greacă antică și bizantină. Mulțumită învățăturii unui asemenea profesor, Gheorghe a demonstrat foarte repede o excelentă cunoaștere a autorilor clasici, și tot prin intermediul acestui Simeonakis a primit, în 1416, invitația de a-și continua educația în Italia, la Veneția, din partea lui Francesco Barbaro, căruia i-a servit la început de secretar.
La Veneția a urmat cursurile lui Guarino Guarini și ale lui Vittorino da Feltre, apoi a plecat, în 1417, la Universitatea din Padova unde l-a avut codiscipol pe Francesco Filelfo, căruia îi va succede la catedra publică de latină de la Vicenza, în 1420, când Filelfo a eliberat-o în ajunul plecării sale la Constantinopol. În același an Gheorghe a obținut cetățenia venețiană, cât și primele succese publice, la Vicenza în 1421, ca urmare a strălucitoarei sale elocvențe latine.

## Opera

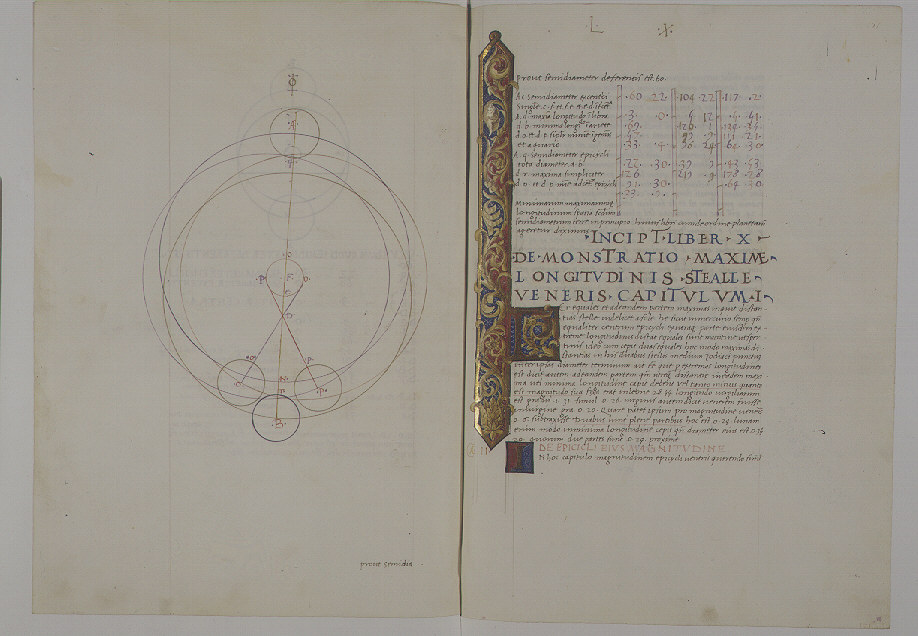
Pagină din cartea a X-a a Comentariului Almagestei, de Gheorghe din Trebizonda, din 1482. Diagrama din stânga este modelul orbitei planetei Mercur, arătând perigeul; la dreapta, câteva date despre Mercur și începutul paragrafului despre planeta Venus.

### În greacă (în ordinea publicării)
- Πρὸς τὸν ὑψηλότατον καὶ θειώτατον Βασιλέα Ῥωμαίων Ἰωάννην τὸν Παλαιολόγον publicată și în versiune latină: Epístola ad excelsissimum sacratissimumque Regem Romanorum Joannem Palaeologum, Ingolstadt, 1604.
- Πρὸς Ἰωάννην τὸν Κουθοκλήσιον περὶ τῇς ἐκπορεύσεως τοῦ Ἀγίου Πνεύματος, Ad Joannis Cuboclesium de Processione Spiritus Sancti, Roma, 1652 in Graecia Orthodoxa de Leone Allacci.
- Περὶ τῇς ἐκπορεύσεως τοῦ Ἀγίου Πνεύματος καὶ περὶ τῇς μιᾶς ἁγίας καθολικῆς Ἐκκλησίας, τοῖσ ἐν Κρήτῃ θεἰοις ἀνδράσι ἰερομονάχοις τε καὶ ἰερεῦσι, De Processione Spiritus Sancti et de Una Sancta Catholica Ecclesia, Divinis Hominibus, qui in Creta Insula Sunt, Hieromonachis et Sacerdotibus, Roma, 1652 in Graecia Orthodoxa de Leone Allacci.

### În latină (în ordinea publicării)
- Rhetorica, Libri V, Venezia, 1470
- De Octo Partibus Orationis ex Prisciano Compendium, Milano, 1472
- De Artificio Ciceronianae Orationis pro Q. Ligario, Venezia, 1477
- Commentarius in Philippica Ciceronis, Venezia, anul publicării este necunoscut
- Dialectica, Strasbourg, 1509
- Comparationes Philosophorum Platonis et Aristotelis, Venezia, 1523
- De Antisciis in quorum Rationem Fata sua rejiscit, Venezia, 1525
- Cur Astrologorum Judicia plerumque falluntur, Venezia, 1525
- Expositio in illud "Sii eum volo manere donce veniam", Basel, 1543
- In Claudii Ptolemaei Centum Sententias Commentarius, Colonia, 1544
- Acta Beati Andreae Chii, Colonia, 1618

### Traduceri (în ordinea publicării)
- Eusebius Pamphili de Praeparatione Evangelica a Giorgio Trapezuntio traductus, Venezia, 1470
- Joannes Chrysostomus super Matthaeum, Colonia, 1487
- Rhetoricorum Aristotelis ad Theodecten Libri Tres, Lipsia, 1503
- Opus insigne Beati Patris Cyrilli, patriarchae Alexandriae in Evangelicum Joannis, Paris, 1508 (Vol I-IV e vol. IX-XII).
- Joannis Chrysostomy de Laudibus et Excellentia Sancti Pauli Homiliae quatuor per Georg. Trapezuntium e Graeco traductae, Lipsia, 1510
- Praeclarum Opus Cyrilli Alex. qui Thesaurus nuncupatur, Paris, 1513
- Almagesti Ptolemaei Libri XIII, Venezia, 1515
- Sti Gregorii Nysseni De Vitae Perfectione, sive Vita Moysis, Viena, 1517
- Sti Basilii Magni adversus Apologiam Eunomii Antirrehticus, Libri V, Roma, 1526
- Historia Sanctorum Barlaam et Josaphat, Basel, 1548.

### Traduceri rămase nepublicate

#### Aristotel
- Problemata
- Physica
- De Anima
- De Animalibus
- De Generatione et Corruptione

#### Platon
- De Legibus